# ドラゴンストーム

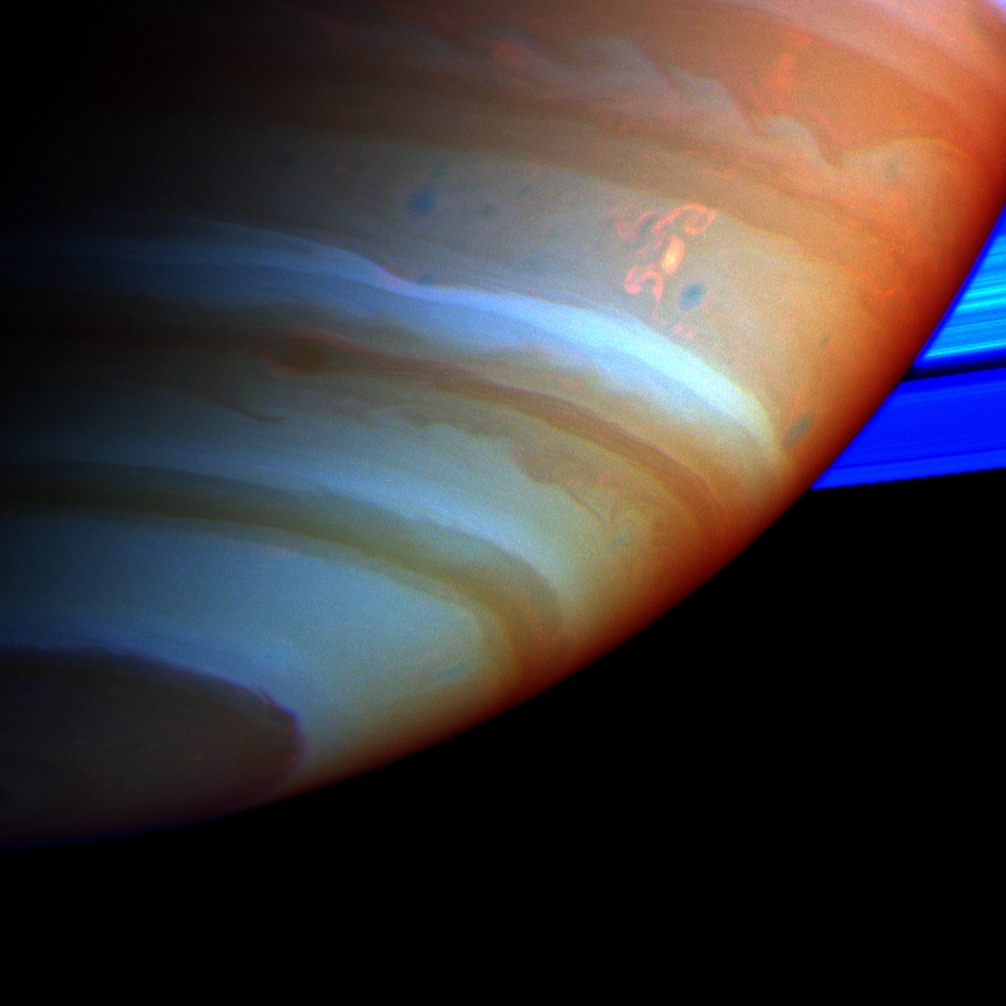
ドラゴンストーム

ドラゴンストーム とは2004年9月に発見された土星の南半球に存在する巨大で明るい対流嵐である。土星の嵐は沈静化前に劇的に白いプルームを生み出す長命かつ定期的なフレアを発生させている。この嵐は強力な電波発信源となっている。